# Drenje Šćitarjevsko
Drenje Šćitarjevsko is een plaats in de gemeente Velika Gorica in de Kroatische provincie Zagreb. De plaats telt 212 inwoners (2001).